# یوروکوپتر ای‌اس۳۶۵ دوفین
یوروکوپتر (اکنون ایرباس هلیکوپترز) ای‌اس۳۶۵ دوفین (دلفین)، که قبلاً با نام آئروسپاسیال اس‌ای ۳۶۵ دوفین ۲ نیز شناخته می‌شد، یک بالگرد دو موتوره چند منظوره با وزن متوسط است که توسط ایرباس هلیکوپترز تولید می‌شود. در ابتدا توسط شرکت فرانسوی آئروسپاسیال توسعه و تولید شد که در طول دهه ۱۹۹۰ در شرکت چند ملیتی یوروکوپتر ادغام شد. از زمان ورود به تولید در سال ۱۹۷۵، این نوع بالگرد بیش از ۴۰ سال است که در حال تولید مداوم بوده است. جانشین مورد نظر برای دوفین، ایرباس هلیکوپترز اچ۱۶۰ است که هنوز از ژانویه ۲۰۲۰ وارد سرویس عملیاتی نشده است.
دوفین ۲ شباهت های زیادی با آئروسپاسیال اس‌ای ۳۶۰ دارد که یک بالگرد تک موتوره ناموفق تجاری بود. با این حال، دوفین ۲ دو موتوره با تقاضای مشتریان روبرو شد و توسط طیف گسترده ای از کاربران غیرنظامی و نظامی استفاده می شود. از زمان معرفی این بالگرد در دهه ۱۹۷۰، چندین نوع اصلی و نسخه‌های تخصصی از دوفین ۲ توسعه یافته و وارد تولید شده‌اند، از جمله نسخه نظامی یوروکوپتر پنثر، بالگرد نجات هوایی-دریایی ام‌اچ-۶۵ دلفین، هاربین زد-۹ ساخت چین و نسخه مدرنیزه شده یوروکوپتر ئی‌سی۱۵۵.

## مشخصات فنی (ای‌اس۳۶۵ ان۳)
داده‌ها از {Eurocopter.com}
ویژگی‌های عمومی
- خدمه: ۱ یا ۲ خلبان
- ظرفیت: ۱۱ یا ۱۲ مسافر
- طول: ۱۳٫۷۳ متر (۴۵ فوت ۱ اینچ)
- ارتفاع: ۴٫۰۶ متر (۱۳ فوت ۴ اینچ)
- وزن خالی: ۲٬۳۸۹ کیلوگرم (۵٬۲۶۷ پوند)
- بیشترین وزن برخاست: ۴٬۳۰۰ کیلوگرم (۹٬۴۸۰ پوند)
- پیشرانه: ۲ عدد موتور توربوشفت، توان برخاست Turboméca Arriel 2C، ۶۲۵ کیلووات (۸۳۸ اسب بخار) در هر موتور
- قطر روتور اصلی:  ۱۱٫۹۴ متر (۳۹ فوت ۲ اینچ)
- مساحت روتور اصلی: ۱۱۱٫۹۸ متر مربع (۱٬۲۰۵٫۳ فوت مربع)

عملکرد
- حداکثر سرعت: ۳۰۶ کیلومتر بر ساعت (۱۹۰ مایل بر ساعت، ۱۶۵ گره)
- بُرد معبر: ۸۲۷ کیلومتر (۵۱۴ مایل، ۴۴۷ مایل دریایی)
- حداکثر ارتفاع: ۵٬۸۶۵ متر (۱۹٬۲۴۲ فوت)
- نرخ صعود: ۸٫۹ متر بر ثانیه (۱٬۷۵۰ فوت بر دقیقه)

## همچنین ببینید
توسعه‌های مرتبط
- ایرباس هلیکوپترز اچ۱۶۰
- یوروکوپتر ای‌اس۵۶۵ پنثر
- یوروکوپتر ئی‌سی۱۵۵
- یوروکوپتر ام‌اچ-۶۵ دلفین

بالگردهای با عملکرد، پیکربندی و یا دوره زمانی مشابه
- آگوستاوستلند ای‌دبلیو۱۰۹- ایتالیا
- بل ۲۲۲/۲۳۰- ایالات متحده آمریکا
- کاموف-۶۰- روسیه
- سیکورسکی اس-۷۶- ایالات متحده آمریکا

### کتابشناسی - فهرست کتب
- Chant, Chris. "A Compendium of Armaments and Military Hardware." Routledge, 2014. شابک ‎۱-۱۳۴۶۴-۶۶۸-۲ISBN 1-13464-668-2.
- Elliott, Bryn (May–June 1999). "On the Beat: The First 60 Years of Britain's Air Police, Part Two". Air Enthusiast (81): 64–69. ISSN 0143-5450.
- Fontanellaz, Adrien; Cooper, Tom; Matos, Jose Augusto (2021). War of Intervention in Angola, Volume 4: Angolan and Cuban Air Forces, 1985-1987. Warwick, UK: Helion & Company Publishing. ISBN 978-1-914059-25-4.
- Hoyle, Craig (11–17 December 2012). "World Air Forces Directory". Flight International. Vol. 182, no. 5370. pp. 40–64. ISSN 0015-3710.
- J. Mac, McClellan. Day of the Dauphin. From France to you: Aerospatiale's Dauphine is the Prince of Helicopter. Flying Magazine, September 1989. Vol. 116, No. 9. ISSN 0015-4806ISSN 0015-4806. pp.  ۷۶–۸۰.
- McGowen, Stanley S. "Helicopters: An Illustrated History of Their Impact." ABC-CLIO, 2005. شابک ‎۱-۸۵۱۰۹-۴۶۸-۷ISBN 1-85109-468-7.** Kolodziej, Edward A. "Making and Marketing Arms: The French Experience and Its Implications for the International System." Princeton University Press, 2014. شابک ‎۱-۴۰۰۸۵-۸۷۷-۱ISBN 1-40085-877-1.
- Taylor, John W. R., ed. (1980). Jane's All the World's Aircraft 1980-81. London: Jane's Yearbooks. ISBN 0-7106-0705-9. 0-7106-0705-9